# Wybory parlamentarne w Hiszpanii w 1979 roku
Wybory parlamentarne w Hiszpanii odbyły się 1 marca 1979. Frekwencja wyborcza wyniosła 68,3%.
| ← Wybory parlamentarne w 1979 w Hiszpanii →                                                                                          | ← Wybory parlamentarne w 1979 w Hiszpanii → | ← Wybory parlamentarne w 1979 w Hiszpanii → | ← Wybory parlamentarne w 1979 w Hiszpanii → |
| Partia | Liczba głosów                               | %                                           | Deputowani                                  |
| --- | ------------------------------------------- | ------------------------------------------- | ------------------------------------------- |
| Unia Demokratycznego Centrum (Unión de Centro Democrático) (UCD)                                                                     | 6 292 102                                   | 35                                          | 168                                         |
| Hiszpańska Socjalistyczna Partia Robotnicza (Partido Socialista Obrero Español) (PSOE)                                               | 5 477 037                                   | 30,5                                        | 121                                         |
| Hiszpańska Komunistyczna Partia Robotnicza (Partido Comunista de España) (PCE)                                                       | 1 940 236                                   | 10,8                                        | 23                                          |
| Koalicja Demokratyczna (Coalición Democrática) (CD)                                                                                  | 1 070 721                                   | 6,0                                         | 9                                           |
| Konwergencja i Jedność (Convergència i Unió) (CiU)                                                                                   | 483 446                                     | 2,7                                         | 8                                           |
| Nacjonalistyczna Partia Basków (Partido Nacionalista Vasco) (PNV)                                                                    | 275 292                                     | 1,5                                         | 7                                           |
| Andaluzyjska Socjalistyczna Partia Robotnicza - Partia Andaluzyjska (Partido Socialista de Andalucía - Partido Andalucista) (PSA-PA) | 325 842                                     | 1,8                                         | 5                                           |
| Herri Batasuna (HB) | 172 110                                     | 1,0                                         | 3                                           |
| Unia Narodowa (Unión Nacional) (UN)                                                                                                  | 379 463                                     | 2,1                                         | 1                                           |
| Republikańska Lewica Katalonii (Esquerra Republicana de Catalunya) (ERC)                                                             | 123 448                                     | 0,7                                         | 1                                           |
| Euskadiko Ezkerra (EE) | 85 677                                      | 0,5                                         | 1                                           |
| Unia Ludowa Wysp Kanaryjskich (Unión del Pueblo Canario) (UPC)                                                                       | 58 953                                      | 0,3                                         | 1                                           |
| Aragońska Partia Regionalna (Partido Aragonés Regionalista) (PAR)                                                                    | 38 042                                      | 0,2                                         | 1                                           |
| Unia Ludowa Nawarry (Unión del Pueblo Navarro) (UPN)                                                                                 | 28 248                                      | 0,2                                         | 1                                           |
| inni | 1 214 975                                   | 6,8                                         | 0                                           |
| Razem | 17 965 592                                  |                                             | 350                                         |